# Rick van der Linden
Rick van der Linden (né le 5 août 1946, Badhoevedorp, Hollande-Septentrionale - décédé le 22 janvier 2006 à Groningue) est un compositeur et un claviériste néerlandais. Il acquiert sa renommée en tant que membre d'Ekseption, puis il forme les groupes Trace et Cum Laude. Rick Van der Linden est surtout connu pour ses retouches de musique classique dans le registre de la musique pop, souvent avec des improvisations de jazz, en cela il se rapproche beaucoup de ce que faisait Keith Emerson, autant avec The Nice qu'avec Emerson, Lake and Palmer.

## Histoire
Rick van der Linden est né dans le village de Badhoevedorp, non loin de Amsterdam, le deuxième des cinq enfants van der Linden. Sa famille déménage à Rotterdam, alors que Rick n'a que 5 semaines, et y vivent  jusqu'en 1957. Rick commence des leçons de piano à 7 ans, mais les abandonne deux ans plus tard parce qu'il ne les apprécie pas. Quand il a 11 ans, sa famille déménage cette fois à Haarlem où van der Linden étudie au Triniteitslyceum. À 13 ans, son père le convainc d'essayer à nouveau le piano, et l'inscrit à la prestigieuse Haarlem School of Music. Deux ans plus tard, il devient un élève privé du célèbre professeur de Haarlem, Piet Vincent. À 17 ans, il entre au  Conservatoire de Haarlem où Aad Broersen et Albert de Klerk l'encadrent à l'orgue. Van der Linden termine ses études deux ans plus tard et en 1965, il passe ses examens au  Royal Conservatory à La Haye, remportant des honneurs en piano, orgue, harmonie et contrepoint. Van der Linden songe alors à devenir professeur au Conservatoire de Haarlem.
Au début des années 1960, van der Linden tombe amoureux du rock'n'roll, du jazz et du ballet. Alors qu'il est encore étudiant, il travaille dans un bar de discothèque, jouant des foxtrots, boogie-woogie, ragtime, des bandes sonores de films, blues, tango, pop, valses de Strauss et airs de cabaret tout en étudiant les maîtres classiques pendant la journée. Il trouve également le temps d'écrire de la musique pour plusieurs ensembles de ballet locaux. En 1964, il forme son premier groupe, un trio de piano, et plus tard un septuor jazz qui joue pour le plaisir et en répétition seulement (ne jouant jamais de concerts). Après l'obtention de son diplôme, van der Linden rejoint The Occasional Swing Combo, un septuor professionnel de jazz qui joue beaucoup. Parallèlement, il se produit aux Pays-Bas en jouant avec des orchestres symphoniques et se produit comme soliste dans des concerts jouant du Bach, Rachmaninov, Beethoven et Mendelssohn.
En 1966, The Occasional Swing Combo partage une scène avec l'ensemble de jazz de Rein van den Broek, The InCrowd, et van den Broek est impressionné par le jeune claviériste. Il lui offret de rejoindre The InCrowd et Van der Linden accepte.
Peu après, ils découvrent qu'il y a un autre groupe hollandais avec le nom The In Crowd, et changent donc leur nom en Ekseption. En 1968, van der Linden assiste à un concert à Rotterdam du groupe The Nice, le trio rock progressif de Keith Emerson, où ils jouent une version des Concertos brandebourgeois de Bach. Van der Linden y puise son inspiration pour combiner son amour de la musique classique avec la musique moderne.
Ekseption fait de grandes tournées, principalement à travers l'Europe, de 1968 à 1974, et est acclamé par la critique. Van der Linden quitte Ekseption en 1974 pour former Trace, un trio rock plus modeste sur le modèle des Nice et Emerson, Lake & Palmer. En 1978, il retourne dans Ekseption pour la première fois pour une série de réunions, chacune moins réussie que la précédente. Il joue également avec  Mistral (1977-1980, avec Robbie van Leeuwen, ex - Shocking Blue) et Cum Laude (1980-1989). Il sort plusieurs albums solo, la plupart des versions jazzy de musique classique dans le style Ekseption. Il travaille aussi avec des artistes tels que Jan Akkerman, Joachim Kuhn, Deep Purple, Phil Collins, Vangelis, Jack Lancaster et Brand X. De 2002 à 2005, Ekseption est composé principalement de membres canadiens. Van der Linden est cité comme disant que " c'est sa période préférée de sa carrière musicale car ces membres du groupe travaillent bien les uns avec les autres et créent une atmosphère familiale ". Pour la première fois, van der Linden peut tourner au Canada ainsi que d'autres endroits en Europe.

## Vie privée
Sa première épouse est Penney de Jager, ballerine et danseuse burlesque qu'il épouse le 5 août 1971. Un fils (Rick Jr.) né en 1972, mais le couple finit par divorcer en 1983. Le 17 mai 1989, van der Linden épouse Inez Zwart, qui est aussi une cheffe de groupe et une chanteuse  pour Ekseption ainsi que dans de nombreuses œuvres solo de Rick. Après le décès de van der Linden, Zwart continue d'apporter sa musique au public.

## Décès
Van der Linden souffre depuis longtemps de diabète avec une déficience visuelle consécutive et, en 2005, il subit une chirurgie oculaire réussie. Le 19 novembre 2005, il est victime d'un accident vasculaire cérébral qui entraîne une paralysie partielle. Il décède le 22 janvier 2006 à Groningue et est incinéré à Assen. Près de cinq cents personnes assistent à son service commémoratif à Hoogeveen.

## Discographie

### Ekseption
- 1969 : Ekseption
- 1970 : Beggar Julia's Time Trip
- 1971 : Ekseption 3
- 1971 : Ekseption 00.04
- 1972 : 5
- 1973 : Trinity
- 1975 : Mindmirror
- 1976 : Back to the Classics
- 1976 : Spin
- 1977 : Whirlwind
- 1978 : Ekseption '78
- 1981 : Dance Macabre
- 1989 : Ekseption '89
- 1994 : The Reunion (live)

### Compilations
- Ekseptional Classics - the Best of Ekseption (1973)
- Ekseption Witte Album
- Motive
- Greatest Hits - Classics (1975)
- Best of Ekseption
- Classic in Pop
- Pop Lions
- Reflection (1976)
- Ekseption Live at Idssteiner Schloss (1978)
- Past and Present (1983)
- Ekseption Plays Bach (1989)
- Greatest Hits (1990)
- With Love From Ekseption (1993)
- The 5th: Greatest Hits (1998)
- The Reunion (1994, live)
- Selected Ekseption (1999)
- With a smile (2000)
- Air (2001)
- The Best from Classics (2001)
- The Best of Ekseption (2002)
- The Universal Master Collection (2003)
- Live in Germany (2003)
- 3 Originals (2004)
- Rick van der Linden: An Ekseptional Trace (2007)
- The Last Live Concert Tapes (2009)
- Hollands Glorie (2009)
- The Story of Ekseption (DVD, PAL format, 2010)

### Trace
- Trace (May 1974)
- Birds (1975)
- The White Ladies (1976)

### Cum Laude
- Cum Laude 1 (1980)
- Cum Laude 2 (1987)

### Solo
- Plays Albinoni, Bach, Handel (1976)
- Night of Doom (soundtrack, 1977)
- GX1 (joué entièrement sur l'orgue électronique Yamaha GX-1, 1978)
- Wild Connections (avec Jack Lancaster, 1979)
- Variations (avec Cathalin Tercolea, 1979)
- Solo (1981)
- Norfolk Line (avec Cathalin Tercolea, 1982)
- Old Friends, New Friends (1985)
- Rainbow Dubbel (1997)